# Potentilla horrida
Potentilla horrida es una especie de planta del género Potentilla, perteneciente a la familia Rosaceae.

## Taxonomía
Potentilla horrida fue descrita por Per Axel Rydberg en 1901.

## Distribución
Se encuentra en el territorio noreste y noroeste de México.